# IC 961
IC 961 је спирална галаксија у сазвјежђу Волар која се налази на листи објеката дубоког неба у Индекс каталогу.
Деклинација објекта је + 25° 50' 24" а ректасцензија 13h 55m 46,6s. Привидна величина (магнитуда) објекта IC 961 износи 14,6 а фотографска магнитуда 15,4. IC 961 је још познат и под ознакама MCG 4-33-31, MK 664, CGCG 132-52, PGC 49522.